# 18 де Марзо, Б-14 ентре Сур 86 и Сур 86.6 (Ваље Ермосо)
18 де Марзо, Б-14 ентре Сур 86 и Сур 86.6 (шп. 18 de Marzo, B-114 entre Sur 86 y Sur 86.6) насеље је у Мексику у савезној држави Тамаулипас у општини Ваље Ермосо. Насеље се налази на надморској висини од 10 м.

## Становништво
Према подацима из 2005. године у насељу су живела 4 становника.

### Хронологија
| Година       | 2000           | 2005 |
| ------------ | -------------- | ---- |
| Становништво | 189 (85 / 104) | 4    |

### Попис
| # | Индикатор                        | Вредност |
| - | -------------------------------- | -------- |
| 1 | Укупно појединачних домаћинстава | 1        |